# Macropsis pseudomulsanti
Macropsis pseudomulsanti är en insektsart som beskrevs av Alexey K. Tishechkin 1993. Macropsis pseudomulsanti ingår i släktet Macropsis och familjen dvärgstritar. Inga underarter finns listade i Catalogue of Life.